# D29 (hunebed)
Hunebed D29 ligt samen met hunebed D28 iets ten oosten van het dorp Borger in de richting van Buinen ten zuiden van de N374 in de Nederlandse provincie Drenthe.
De hunebedden liggen in een klein bebost gebied midden in een akker, dat te bereiken is via een smal zandpaadje.

## Bouw
Hunebed D29 heeft, in tegenstelling met het nabijgelegen D28, die er drie heeft, slechts twee dekstenen, waarvan er één schuin naar beneden gegleden is. Van Giffen denkt dat het om twee helften van één gebroken deksteen gaat, de aanzet van de dekheuvel is dan nog aanwezig.

## Geschiedenis
H. Tiessing beschrijft in 1905 dat er veel oudheden verstoord zijn door het doorwerken van de Buineres tussen 1880 en 1890.
Er is bij deze hunebedden meermalen archeologisch onderzoek gedaan onder meer door Van Giffen in 1927 en door het Biologisch-Archaeologisch Instituut (BAI) te Groningen in 1985.
De inhoud van D29 is nooit wetenschappelijk onderzocht.

## Society of Antiquaries[5]
In Engeland ontstond in de jaren zeventig van de 19e eeuw bezorgdheid over de wijze waarop in Nederland hunebedden werden gerestaureerd. In die kringen was men vooral bezorgd dat met de restauraties het oorspronkelijk beeld van de situatie verloren zou gaan. De directeur van de Society of Antiquaries in Londen verzocht de oudheidkundigen William Collings Lukis en sir Henry Dryden om de staat waarin de hunebedden zich op dat moment bevonden nauwkeurig vast te leggen. Zij bezochten in juli 1878 Drenthe en brachten veertig hunebedden op de Hondsrug in kaart. Ze hebben opmetingen verricht en beschreven de aangetroffen situatie, die zij tevens vastlegden in een serie aquarellen. Hun rapportage aan de Society of Antiquaries verscheen echter niet in druk. Hun materiaal werd bewaard bij de Society of Antiquaries, het Guernsey Museum & Art Gallery en het Drents Museum. Het Ashmolean Museum in Oxford bezit kopieën van hun werk. In 2015 publiceerde de Drentse archeoloog dr. Wijnand van der Sanden alsnog hun werk. Hij voorzag hun materiaal van een uitgebreide inleiding. Ook schetste hij de ontwikkelingen met betrekking tot het archeologisch onderzoek van de hunebedden na hun onderzoek tot 2015. Hij gaf als oordeel dat het werk van Lukis en Dryden van hoge kwaliteit was. In het Drents Museum was in 2015 een tentoonstelling over het werk.
Hunebed D29 is weergegeven op Plan XXII: Het hunebed had twee dekstenen, de deksteen aan de oostkant was verdwenen. Er waren tien draagstenen. Er stonden nog twee poortstenen aan de zuidkant. De dekheuvel was recent verlaagd.